# ぐんま!トリビア図鑑
『ぐんま!トリビア図鑑』（ぐんま トリビアずかん）は、2015年4月7日から群馬テレビで放送されている情報番組。

## 概要
毎回群馬県各地の歴史・伝統・風土などを取り上げている。リポーターは、群馬テレビのアナウンサーとジョイスタッフ所属のフリーアナウンサーたちが務めている。他に、番組のスーパーバイザーである小暮淳が「トリビア博士」として出演することもある。
放送時間は毎週火曜 21:00 - 21:15 （日本標準時）、別の時間帯での再放送あり。ただし、同時間帯に『トップたちの素顔』が放送される毎月最終火曜を除く。
番組は、2017年10月3日放送分で放送100回を達成した。

## リポーター
- 北爪健太（群馬テレビアナウンサー）[2]
- 矢田優季（群馬テレビアナウンサー）[3]
- 能登瑶子（群馬テレビアナウンサー）[4]
- 飯野詩帆（群馬テレビアナウンサー）[5]
- 藤田りえ（フリーアナウンサー）[6]
- 山田香菜子（フリーアナウンサー）[7]
- 笠井さやか（フリーアナウンサー）[8]
- 石岡麻奈美（フリーアナウンサー）[9]